# Sintea Mică
Sintea Mică (słow. Šintea) – wieś w Rumunii, w okręgu Arad, w gminie Olari. W 2011 roku liczyła 386 mieszkańców. 